# Кръвните роднини
Кръвните роднини беше кеч формация в WWE, включваща Роуман Рейнс и Братя Усо (Джей Усо и Джими Усо), които са част от истинското Самоанско кеч семейство Аноаи.

## История

### Заден план като опоненти
Братя Усо (Джей и Джими) дебютираха в главния състав на WWE през май 2010. Те са кечисти от трето поколение от семейство Аноаи от Самоа. Роуман Рейнс, кечист от второ поколение от същото семейство Аноаи, дебютира в главния състав на WWE през ноември 2012 на pay-per-view турнира Сървайвър заедно с Дийн Амброуз и Сет Ролинс, наричащи се по-късно Щит.
Като част от Щит, Рейнс се бил срещу Усо над 25 пъти по телевизията на WWE от май 2013 до януари 2014, някои от които са били между шестима, където Усо са били съотборници с други кечисти като Крисчън, Кофи Кингстън, Марк Хенри и Рей Мистерио. В тяхната вражда Щит стигаха до атаки след мачовете през май; Усо не успяха да спечелят Отборните титли на WWE, притежавани от Ролинс и Рейнс преди шоуто през юли held by Rollins and Reigns at the July Договорът в куфарчето, в който Рейнс тушира един от Усо; Рейнс беше туширан за пръв път в главния състав от Усо, когато Щит загубиха елиминационен мач с хандикап единайсет на трима наПървична сила през септември;, но Рейнс беше единствения оцелял в мач Сървайвър на Сървайвър през ноември, когато Щит бяха в неговия отбор, а Рейнс тушира Джими Усо.
След като Щит се разпадна през юни 2014, Рейнс най-накрая признаваше, че е част от семейство Аноаи на 26 януари 2015 в епизод на Първична сила, казвайки че е роднина на Рикиши и Усо. Бившия редактор на WWE Кевин Ек, каза че директорите на WWE Винс Макмеън и Трите Хикса отначало (когато Рейнс все още беше част от Щит) отказваха да изясняват самоанското наследство на Рейнс, тъй като са предполагали, че ще попречи на загадъчността му. След това Рейнс започна да предпазва Усо; по време на отборен пореден мач на Разбиване през февруари 2015, Рейнс обвини партньора си Даниъл Брайън за това че е бил твърде агресивен към опонентите им, Усо.

### Често партньорство с Дийн Амброуз (2015)
Във втората половина от 2015, отбора на Рейнс и Амброуз нямаше надмощие по време на враждата им със Семейство Уайът. През септември 2015, Джими Усо (заради семейни им връзки) се събра с Рейнс и Амброуз в мач срещу Нов Ден, но в мача се намесиха Семейство Уайът и атакуваха Усо. На 2 ноември 2015 в епизод на Първична сила, Джей Усо се върна от травма (след като отсъства шест месеца) и Братя Усо се присъединиха в отбора на Рейнс (с Амброуз и Райбак) в традиционния за Сървайвър елиминационен отборен мач; Рейнс и Амброуз оцеляха в мач, но и двамата Усо бяха елиминирани. Във втората половина от 2015, Усо често партнираха на Рейнс и Амброуз в няколко мача с много души срещу Уайът, Лигата на Нациите и други опоненти. Като отбор, Рейнс и Амброуз често се бяха разделяли, когато Рейнс поставяше партньорството с биологичното му семейство.

### Започвайки Семейството и Кръвните роднини (2016)
През 2016, Ей Джей Стайлс получи шанс за Световната титла в тежка категория на WWE срещу шампиона Роуман Рейнс, докато дебютиращия Карл Андерсън и завръщащия се Люк Галоус атакува Братя Усо в първата им седмица заедно в Първична сила, и пребиваха Рейнс във втората им седмица в Първична сила.
На 25 април на Първична сила, Рейнс и Усо се съгласиха да се съюзят, и Рейнс ги спаси сам от атаката след мача им срещу Андерсън и Галоус; по-късно в същия епизод, Стайлс се съюзи с Андесрън и Галоус и се биха честно, но когато Андерсън и Галоус отново атакуваха Рейнс след мача, Стайлс спаси Рейнс, който го атакува заради това, като Рейнс напусна ринга когато Стайлс се свести. На Разплата, Андерсън и Галоус се намесиха в рестартирания мач без дисквалификации на Рейнс и Стайлс за световната титла, които бяха последвани от пристигащите Усо и сбиха с тях, но Рейнс атакува два пъти четиримата се намесващи мъже, тушира Стайлс и си запази титлата.
Това доведе до вражда между триото на Андесън, Галоус и Стайлс и триото на Рейнс и Усо; след като триото на Стайлс победи триото на Рейнс на 2 май на Първична сила, Андерсън и Галоус искаха Стайлс да удари Рейнс със стол, но той отказа, след което Усо атакуваха Стайлс зад гърба със стол, Стайлс взе стола, но веднага след това Рейнс му направи бомба на коментаторската маса. На същата седмица на Разбиване, двата триота получиха реванш, където Рейнс тошира Андерсън. На следваща седмица на Първична сила, Рейнс и Усо победиха Клубът (Андерсън, Галоус и Стайлс) в елиминационен отборен мач между шестима: Джей Усо, тогава Андерсън, Джими Усо и Галоус бяха туширани, а накрая Стайлс беше дисквалифициран, когато Андерсън се намеси за да попречи на Рейнс да направи бомба на Сталйс на масата. На 12 май на Разбиване, Усо победиха Андерсън и Галоус чрез дисквалификация, но Андерсън и Галоус имаха надмощие в сбиването им след мача, в което нито Рейнс, нито Стайлс са появиха. На 16 май 2016, WWE кръстиха триото на Рейнс и Усо „Кръвните роднини“; докато на Първична сила на същия ден, Усо победиха Андерсън и Галоус чрез туш. На Екстремни правила Усо бяха победени от Галоус и Андерсън в торнадо отборен мач, но Рейнс успя да защити титлата си срещу Стайлс в мач с Екстремни правила. Кръвните роднини тихо се разделиха, като Усо спряха да се появяват, а Рейнс започна вражда със завърналия се Сет Ролинс, от който загуби Световната титла в тежка категория на WWE на Договорът в куфарчето.

## В кеча
- Финални ходове
  - Двойно самоанско цамбурване (Double diving splash)[33]
  - Двоен супер ритник[34]
  - Копие[35][36][37]
- Входни песни
  - So Close Now на David Dallas[38] (2 май 2016– )
  - The Truth Reigns на Джим Джонстън[39] (2 май 2016 – )

### Титли и постижения
- World Wrestling Entertainment
  - Шампион на WWE (1 път)